# Sede titolare di Thérouanne
Thérouanne (in latino: Morinensis) è una sede titolare della Chiesa cattolica.

## Storia
Thérouanne è stata la prima sede episcopale dei vescovi di Boulogne.
Dal 2009 Thérouanne è annoverata tra le sedi vescovili titolari della Chiesa cattolica; dal 26 giugno 2023 il vescovo titolare è Étienne Vetö, I.C.N., vescovo ausiliare di Reims.

## Cronotassi

### Vescovi titolari
- Jean-Pierre Vuillemin (8 gennaio 2019 - 3 aprile 2023 nominato vescovo di Le Mans)
- Étienne Vetö, I.C.N., dal 26 giugno 2023